# Палеолибертарианство
Палеолибертарианство — политическое движение, зародившееся в США в 80-х — 90-х годах XX столетия. Одной из главных основ этой идеологии стала статья Мюррея Ротбарда, который в статье «Правый популизм: стратегия для палео-движения» (1992 год) изложил базовые ценности палеолибертарианства. Данная статья возникла благодаря накопившемуся недовольству Ротбарда господствовавшими в те времена ценностями в либертарианском направлении. Таким образом, она содержит в себе критику, направленную, например, против идей братьев Кохов, видных идеологов либертарианства того периода. Он считал, что либертарианство должно было иметь более консервативный уклон, чем у него был, и в попытках выразить свою точку зрения он, в сущности, и изложил ядро зарождавшегося палеолибертарианства.

## История возникновения движения
Причины появления палеолибертарианства Ротбард раскрывает в своей статье 1990 года «Why Paleo?», опубликованной в первом номере нового журнала «Отчёт Ротбарда — Роквелла», созданного им совместно с его единомышленником и также одним из первых идеологов палеолибертарианства Лью Роквеллом. В этой статье он пишет, что на рубеже 80-х и 90-х годов либертарианское движение начало деградировать, несмотря на свою распространённость во всём мире. Он утверждает, что в основном людей привлекает идея свободного рынка, а всё остальное остаётся без внимания. Либертарианство, по его мнению, буквально оторвано от реальности и не может подстраиваться под меняющийся политический климат. Ротбард пишет, что в последние годы (имеется в виду конец 80-х — начало 90-х гг.) среди представителей либертарианства стало всё больше антисоциальных индивидов. Они, под предлогом тотальной свободы личности, ведут антиобщественный образ жизни, пропагандируют распущенность, злоупотребляют наркотиками. Всё это ведёт к неуклонной порче репутации либертарианства как политического движения, отталкивает от него «настоящих людей» (честных представителей среднего класса). Поэтому эта приставка «палео-» нужна Роквеллу, чтобы отгородить своё движение от запятнанной репутации либертарианского мейнстрима.
Кроме того, Ротбард и его сторонники считали, что либертарианское движение того периода состояло в большей степени именно из таких антисоциальных элементов (он называл это «нигилистическим либертарианством»), и в самом движении никто не понимал, что его нужно кардинально менять и «вычищать» из него такой контингент. Они полагали, что внутри либертарианской партии никто не видел реальной проблемы, все старались каким-то образом переделать устройство партии, но не зрили в корень проблемы. Поэтому Ротбард говорит о том, что он не видит возможности изменить сформировавшееся либертарианское движение и может только создать другое, обособленное от него.
Сам термин зародился в 90-х годах, когда Ротбард решил оставить свою политическую карьеру. Он разочаровался в либертарианском движении, ведь, по его мнению, его представители были недостаточно интеллектуально развиты, и само либертарианство пришло в упадок. Он больше не хотел соприкасаться с данным движением и поэтому ввёл неологизм — «палеолибертарианство» — с которым и начал себя ассоциировать как приверженец истинного, исконного, либертарианства.

## Основные положения
Палеолибертарианцы полагают, что мейнстримное либертарианство уже не следует своим изначальным целям. Оно отошло от идеи освобождения человека от государства, от внедрения своих концепций в интеллектуальную среду, а не только в политическую, начало ментально деградировать и впитывать в себя всё больше левой повестки, сближаясь в своих идеях с социал-либералами, либертарными социалистами и анархо-коммунистами. Палеолибертарианцы же хотят вернуть это движение к его истокам. Ценности этого движения в целом соответствуют основным положениям либертарианства. Это обусловлено тем, что фундаментальные для него научные труды изначально были частью политического противостояния Ротбарда и других политиков против лидеров либертарианства того времени. Таким образом, в этих трудах излагаются те же либертарианские идеи, но ещё больше «развёрнутые вправо», ведь в числе предлагаемых Ротбардом условий существования свободного общества были сохранение традиционных семейных ценностей и, например, возвращение в школы чтения молитв.
Кроме того, в центре данного движения находится критика либертариантского мейнстрима. Ротбард в своих высказываниях неоднократно подчёркивал, что «палео» выступают именно против «хиппи-либертарианцев», чтобы восстановить репутацию либертарианства. Палеолибертарианство строится на критике основного движения и всяким образом пытается отделиться от него, чтобы не ассоциироваться с «нигилистическими либертарианцами» (в терминологии Ротбарда).
Сам Ротбард как основополагающий идеолог палеолибертарианства был весьма самоотверженным и радикальным либертарианцем. Он утверждал, что будет выступать за любую возможность отмены государственничества или этатизма. Он также считал, что либертарианские идеи должны были пронизывать не только культурный, но и политический дискурс. А для того, чтобы быть весомым в политике, либертарианство того времени, по его мнению, не обладало достаточной влиятельностью.
Я буду славить любую возможность отмены этатизма и не обеспокоен тем насилием над теми, кто хотел бы сохранить это [призывную армию].
М. Н. Ротбард
Хотя Ротбард и говорит здесь об отмене призывной военной службы, однако мы видим его позицию и по отношению к этатизму, и к призывной армии.